# Charles Emmett Mack
Pour les articles homonymes, voir Mack.
Charles Emmett Mack, né Charles Emmett McNerney le 25 novembre 1900 à Scranton (Pennsylvanie) et mort le 17 mars 1927 à Riverside (Californie), est un acteur américain de l'époque du cinéma muet.
Il est apparu dans dix-sept films entre 1916 et 1927.

## Biographie
Charles Emmett McNerney naît en novembre 1900 dans une famille irlandaise. L'un des premiers emplois de Mack est celui de vendeur de cacahuètes au Ringling Brothers Circus. Il apparait ensuite dans des vaudevilles, spécialisé dans la danse buck-and-wing (claquettes). Plus tard, il est guide touristique aux studios Mamaroneck de DW Griffith. Après cela, il est l'accessoiriste de Griffith, cherchant toutes sortes d'accessoires pour le réalisateur.

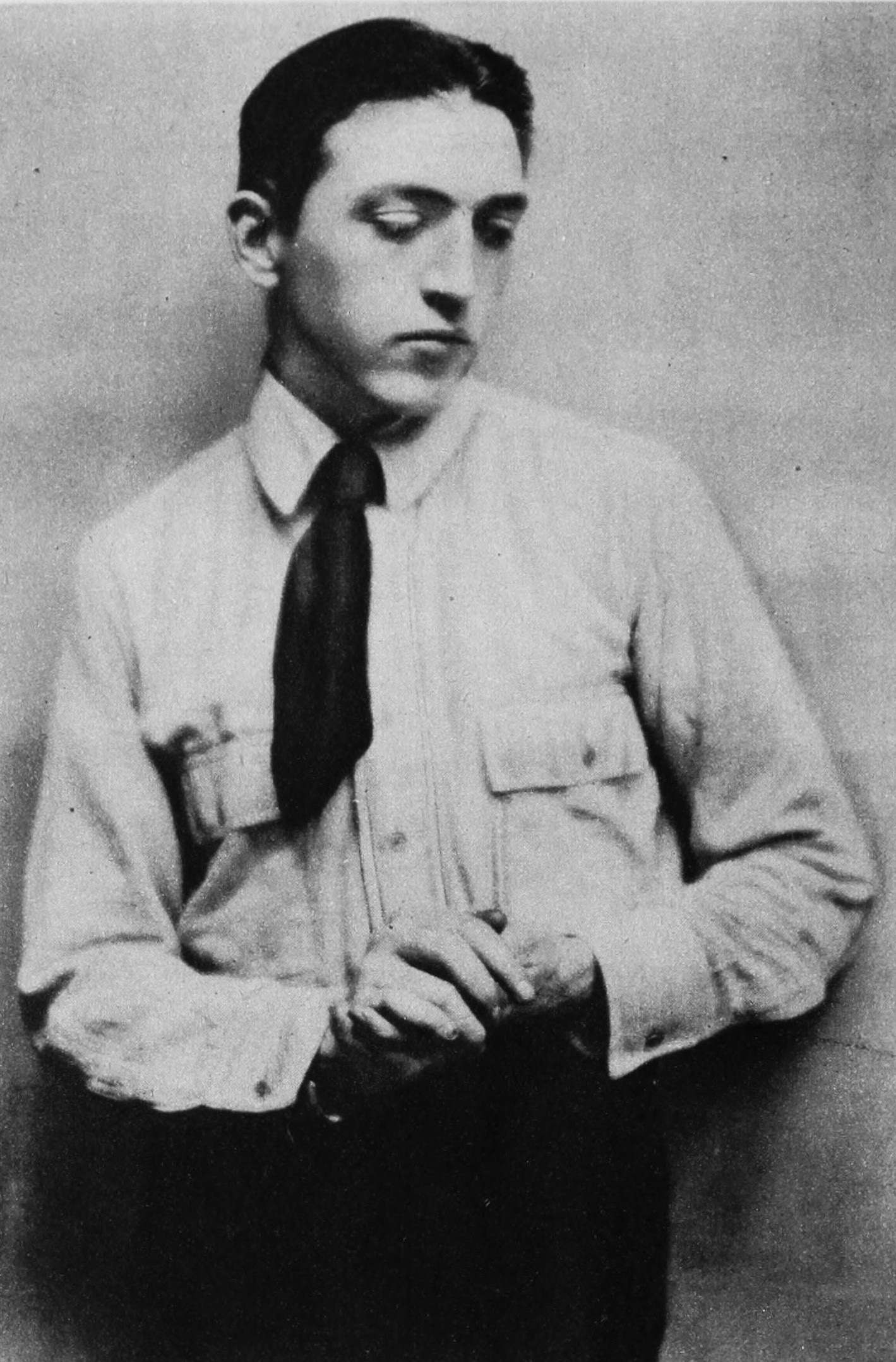
Mack dans Motion Picture Classic, 1926.

Après avoir signé avec Warner Brothers, Mack meurt, à 26 ans, dans un accident de voiture alors qu'il se rendait sur une piste de course pour tourner dans une scène de course automobile pour le film The First Auto (1927).

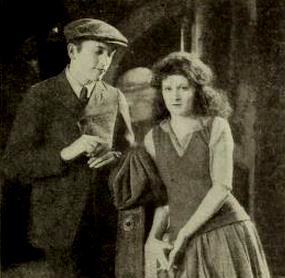
Photographie de plateau avec Mack et Carol Dempster dans La Rue des rêves (Dream Street, 1921).

## Filmographie partielle
- 1916 : Dolly's Scoop (en), court métrage de Joe De Grasse
- 1921 : La Rue des rêves (Dream Street) de D. W. Griffith
- 1922 : La Nuit mystérieuse (One Exciting Night) de D. W. Griffith
- 1923 : Driven (en) de Charles Brabin
- 1923 : La Rose blanche (The White Rose) de D. W. Griffith
- 1923 : The Daring Years de Kenneth Webb
- 1924 : Pour l'indépendance (America) de D. W. Griffith
- 1924 : The Sixth Commandment (en) de Christy Cabanne
- 1924 : Youth for Sale (en) de Christy Cabanne
- 1925 : Bad Company de Edward H. Griffith
- 1925 : Down Upon the Suwanee River (en) de Lem F. Kennedy
- 1925 : A Woman of the World de Malcolm St. Clair
- 1926 : Le Cirque du diable (The Devil's Circus) de Benjamin Christensen
- 1926 : The Unknown Soldier (en) de Renaud Hoffman
- 1927 : Old San Francisco d'Alan Crosland
- 1927 : The First Auto de Roy Del Ruth
- 1927 : The Rough Riders de Victor Fleming